# Станіслав Освенцім
Станіслав Освенцім (пол. Stanisław Oświęcim) з Кунови гербу Радван (після 1605, Седліски — вересень 1657 року, Поток) — польсько-шляхетський мемуарист. Був сяноцьким ловчим, придворним короля Владислава IV Вази, маршалком при гетьмані Станіславі Конєцпольському. Та найбільш він відомий як мемуарист.

## Біографія

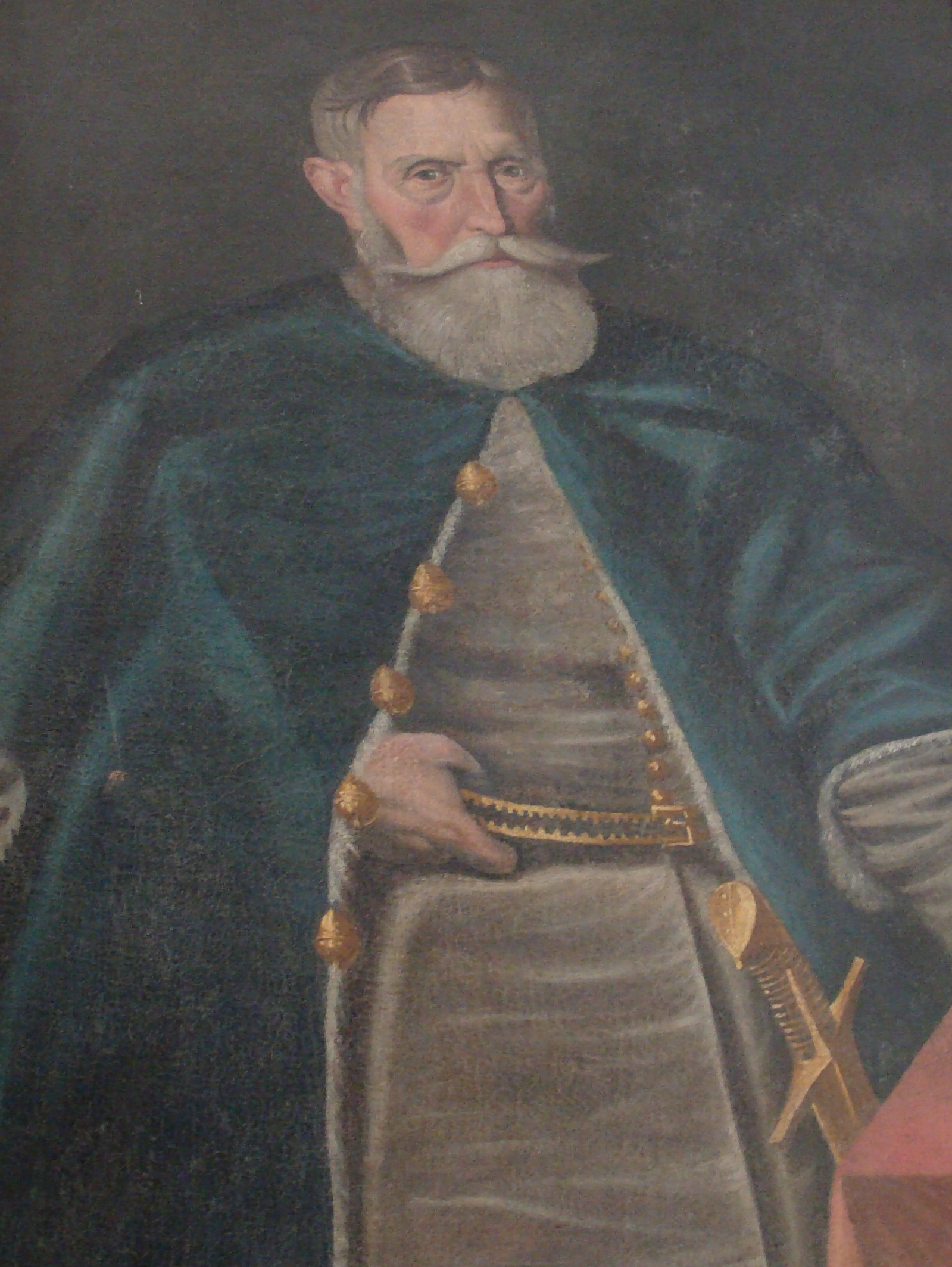
Батько Флоріан

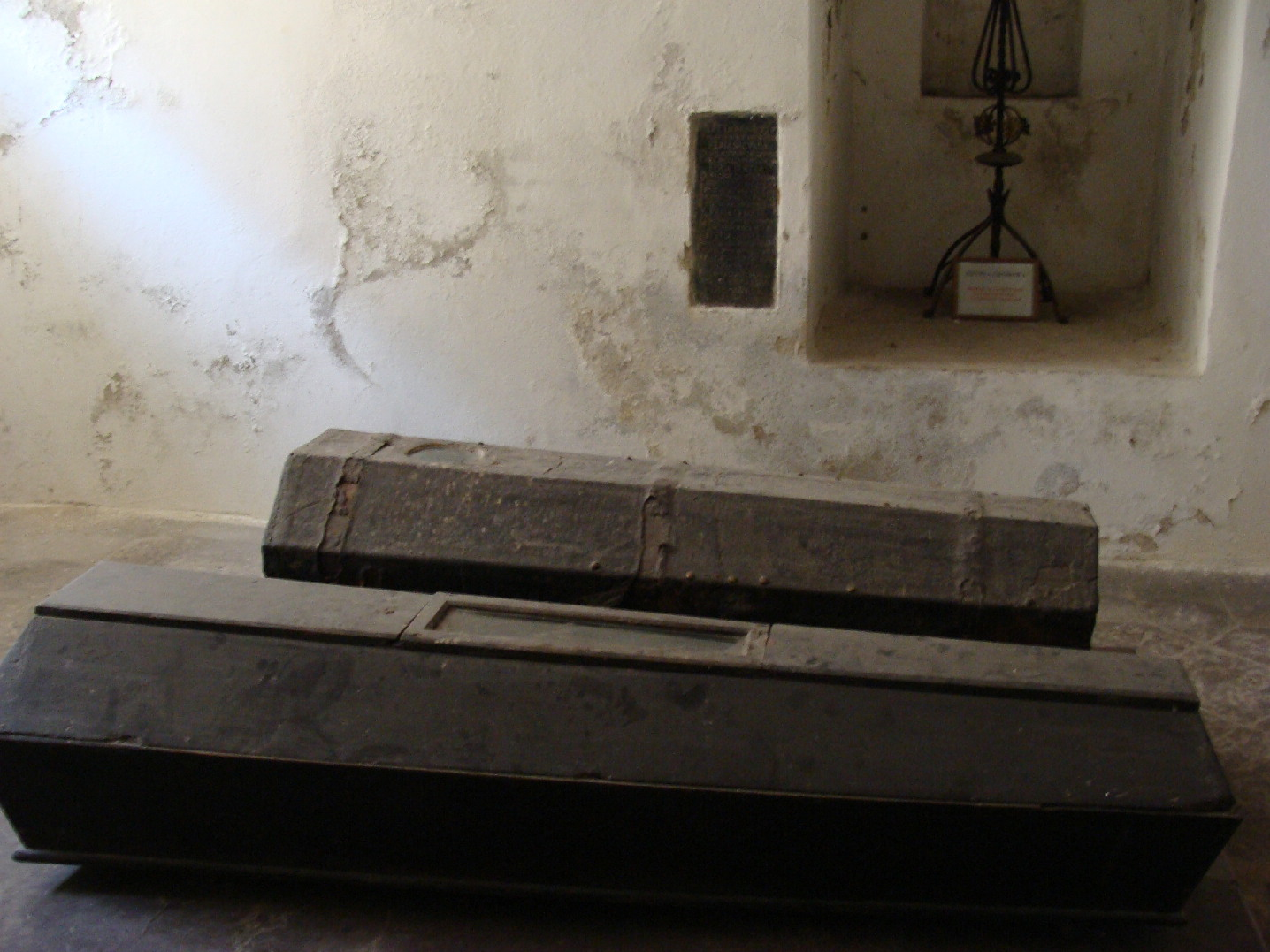
Труни Станіслава та Анни Освенцімів

Станіслав Освенцім народився від шлюбу шляхтича Флоріана Освенціма з Кунови та його першої дружини Регіни з роду Краліц. Дитинство пройшло в селі, а потім в 1614 році батьки переселилися до свого маєтку Потік, куди Станіслав Освєнцім повернувся 1653 року і де й помер.
Навчався в Єзуїтській колегії в Ярославі. У період навчання (1619) вже опублікував свій перший твір в честь Януша Павла Острозького. Наступний етап його життя пов'язаний зі службою у війську. Під час служби у війську він брав участь в битвах з шведами в 1626, проти Московії 1633, Туреччини, з козаками і татарами.
Потім розпочав придворну службу. У 1637 році він вирушив до Відня з представництвом принца Яна Казимира по Цецилію Ренату, потім був присутній при церемонії заручин Цецилії з Владиславом IV, якого заміщав брат Ян Казимир. У чергових закордонних подорожах супроводжував магнатських синів, що їхали закордон на навчання. Принагідно він додатково вдосконалював свої знання, вивчив французьку та італійську мови.
Після повернення до Польщі в 1643—1646 роках був маршалком гетьмана Станіслава Конєцпольського; супроводжуючи його у всіх подорожах, вів свій знаменитий щоденник.
Був похований в родинній крипті в костелі францисканців Кросна.

## «Діаруш»
Вперше «Діаріуш» Станіслава Освєнціма було повністю опубліковано у виданні «Scriptores Rerum Polonicarum»[2]. Раніші публікації були фрагментарними — уривки у працях польських істориків Ст. Пжилецького, К. Шайноха, К. Кантецького, Л. Кубали та інших. Уривки із щоденника в російському перекладі В. Антоновича були опубліковані на шпальтах «Київської старовини» [1]. Довший час цей цінний документ зберігався у фондах бібліотеки Оссолінських у Львові, а згодом у відділі рукописів (фонд Оссолінських) Львівської наукової бібліотеки ім. В. Стефаника.
Публікуючи в 1846 році «Pamiętniki o Koniecpolskich» Ст. Пшелецький зазначав, що діаріуш Освєнцєма у фондах бібліотеки Оссолінських не був повний, повна ж версія буцімто була у власності якогось Мартина Пшибильського з Живця. Та вже в 1856 році Шайнох ніякого М. Пшибильського у Живці не знайшов, навіть ніхто з місцевих жителів про таку людину не чув.
Власне, рукопис, що походить із збірок Оссолінеум справді не є повним, у ньому бракує записів, які б описували події з другої половини грудня 1647 р. до 1649 р. і від 6 квітня 1650 р. і до кінця цього ж року. Очевидно, що діаріуш Освєнціма був значно об'ємнішим. У записах щоденника Освєнціма є згадки про раніші записи з тих років, за які відсутні сторінки в рукописі з бібліотеки Оссолінських [2].
Діаріуш Станіслава Освєнціма є цінним джерелом з вивчення історії українських земель, козацтва і зокрема Берестецької битви. Цим подіям в його діаріуші присвячено понад 100 сторінок. Запис про те, що він перебував під Берестечком у складі посполитого рушення, виконуючи цю повинність за себе і «свою недільну братію», дозволяє стверджувати його приналежність до кальвіністів або аріан; цим, мабуть, пояснюється його критицизм і бажання об'єктивно описувати факти. Оцінки Визвольної боротьби повсталого проти шляхти народу, особи Б. Хмельницького та інших представників козацької старшини нічим не відрізняється від поглядів інших магнатів. Але велика кількість зібраних ним, скрупульозно перевірених і доволі об'єктивно поданих фактів ставить його працю в один ряд з найбільш джерелами Визвольної боротьби. С. Освєнцім як учасник тих подій послідовно, день за не описує все, що сам бачив, чув або про що довідався з інших джерел. В багатьох місцях зустрічаємо вписані тексти листів і документів, що стосуються цих подій. Хоча сам С. Освєнцім 26 червня 1651 року з наказу короля був відісланий з-під Берестечка з військовим загоном під командуванням Олександра Любомирського на ліквідацію повстання Олександра Костки-Напєрського у Краківське воєводство. Незважаючи на відсутність автора під Берестечком, які, мабуть, впорядковував і переписував, порівнюючи один з одним [3].